# 延岡健太郎
延岡 健太郎（のべおか けんたろう、1959年 - ）は、日本の経営学者。同志社大学大学院ビジネス研究科特別客員教授。神戸大学名誉教授、一橋大学名誉教授、大阪大学名誉教授。広島県広島市出身。組織学会高宮賞、日経・経済図書文化賞等受賞。
主な研究領域はイノベーション・マネジメント、製品開発論、技術経営 (MOT)。経済産業研究所 (RIETI) ファカルティフェロー、組織学会評議員、『組織科学』シニアエディター、『一橋ビジネスレビュー』編集委員等を務める。

## 略歴

### 学歴
- 1977年 修道高等学校卒業
- 1981年 大阪大学工学部精密工学科卒業
- 1988年 マサチューセッツ工科大学スローン経営大学院にてMBA取得
- 1993年 同大学院にてPh.D取得
- 2001年 神戸大学より博士（経営学）の学位を取得

### 職歴
- 1981年 マツダ株式会社入社（商品開発本部に勤務）
- 1989年 同社退職
- 1994年 神戸大学経済経営研究所助教授
- 1999年 同教授
- 2008年 神戸大学名誉教授[1]
- 2008年 一橋大学イノベーション研究センター教授
- 2012年 一橋大学イノベーション研究センター長
- 2013年 日本アビオニクス株式会社社外取締役
- 2018年 大阪大学大学院経済学研究科教授
- 2022年 一橋大学名誉教授[2]
- 2024年 大阪大学名誉教授
- 2024年 同志社大学大学院ビジネス研究科特別客員教授[3]

## 主な著書
- 『マルチプロジェクト戦略：ポストリーンの製品開発マネジメント』（1996年 有斐閣）[4][5]
- "Thinking Beyond Lean: How Multi-Project Management is Transforming Product Development at Toyota and Other Companies"（1998年 Free Press）（MITのMichael A. Cusumano教授との共著、中国語、フランス語、韓国語への翻訳書あり）
- 『製品開発の知識』（2002年 日本経済新聞社）
- 『MOT（技術経営）入門』（2006年 日本経済新聞社）
- 『価値づくり経営の論理―日本製造業の生きる道』（2011年 日本経済新聞社）
- 『アート思考のものづくり』（2021年 日本経済新聞社）[6]
- 『キーエンス　高付加価値経営の論理 顧客利益最大化のイノベーション』（2023年 日本経済新聞社）[7]

## 受賞
- 1994年 Zenon S. and Clotilde Zannetos Ph.D. Thesis Honorable Mention賞
- 1995年 Academy of Management Meeting, Best Paper賞
- 1997年 第40回日経・経済図書文化賞
- 1998年 組織学会高宮賞 著作部門[8]